# (35396) 1997 XF11
(35396) 1997 XF11とは、アポロ群に属する地球近傍小惑星の1つである。1997年12月6日にスペースウォッチによって発見された。

## 軌道の性質
1997 XF11は、地球軌道との最小交差距離 (EMoid) が約10万6000kmしかない小惑星である。これは月軌道の内側である。その一方で、絶対等級は16.9等級であり、直径はアルベドを0.13と仮定すると1.54kmにもなる天体であり、万一衝突すれば地球に影響を与える大きさである。このため、1997 XF11は潜在的に危険な小惑星 (PHA) に分類されている。発見直前の1997年5月18日には、地球から2330万km (0.1555AU) の距離を通過していた。
近日点距離は金星軌道に接し、遠日点距離は小惑星帯に相当する軌道を持つ。

## 2028年の接近
1997 XF11の発見直後からしばらくは、2028年10月26日に、ほぼ確実に月軌道の80%以内に接近し、地球に衝突する可能性もありうると思われていた。1997 XF11が仮に衝突した場合、最も強力な核兵器であるツァーリ・ボンバの2000倍にも匹敵するエネルギーを放ち、世界的に悪影響を与えると考えられる。このくらいの大きさの小惑星の衝突は30万年に1回程度の割合で発生する。この事実は一般にも大きく報じられた。しかし、その後の計算によって、最短でも92万9000km (0.006207AU) までしか接近しないと考えられている。このとき1997 XF11は最大で視等級が8.2等級に達すると考えられている。また、少なくとも今後200年間は地球に影響はないと考えられている。しかし、頻繁に地球や金星に近づく軌道は、摂動によって軌道が変化しやすいことを示しており、長期的な予測は難しい。

## その他
1997 XF11は先述の通り地球のほか、軌道傾斜角が4度とほとんど横道面に等しいことから、他の天体との衝突の可能性がある小惑星である。金星には頻繁に0.1AU以内に接近し、最も接近するのは2088年10月8日の134万km (0.008947AU) である。変わった対象に小惑星帯最大の小惑星パラスがあり、1997 XF11の遠日点距離はパラスの近日点距離とほぼ等しい。2000年6月12日には251万km (0.01675AU) まで接近した。
スペクトルによる分類ではXk型という、特殊な組成を持つ小惑星であると考えられている。また、自転周期は3.259時間である。